# Allicanto
Der Allicanto ist ein Vogeldämon aus der Mythologie der Chilenen.
Er soll Gold verspeisen, um sein Gefieder zum Glänzen zu bringen. Der Allicanto lockt mit seinem Gesang die Menschen in die Berge, damit sie in Schluchten stürzen und sterben.